# Гревиллея Бенкса
Гревиллея Бенкса (лат. Grevillea banksii) — вид цветковых растений рода Гревиллея (Grevillea) семейства Протейные (Proteaceae).
Представители вида произрастают в Австралии — штат Квинсленд.

## Ботаническое описание
Представители вида — кустарники или деревья высотой до 5 метров.
Листья длиной 10—20 см, с 4—11 сегментами, с завороченными наружу краями, снизу серебристо-опушённые.
Цветки на опушенных цветоножках, в конечных, прямых, густых метёлках длиной 5—20 см, которые собраны по 2—3 в пазухах верхних листьев. Околоцветник длиной 1,5 см, красный.

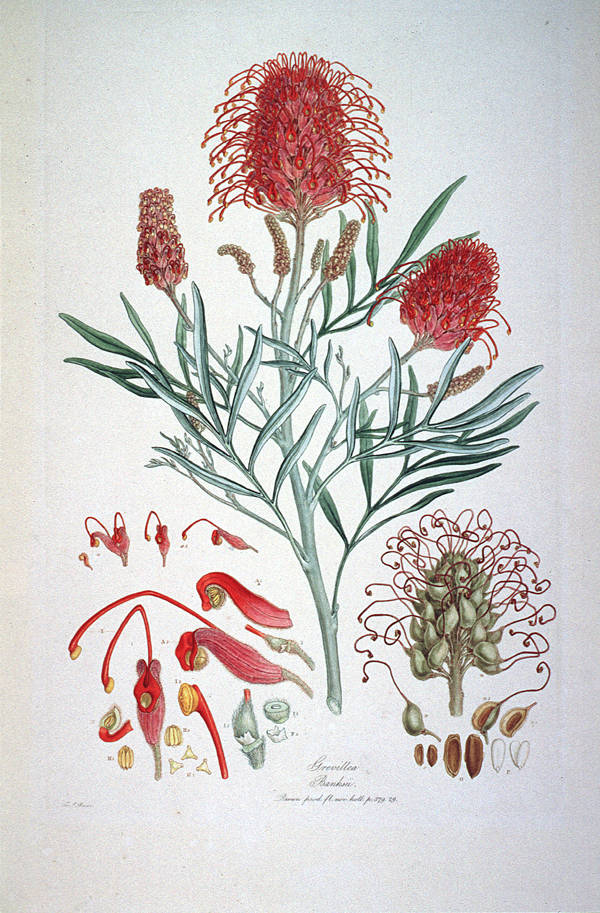
Grevillea banksii. Ботаническая иллюстрация работы Ф. Бауэра из книги Illustrationes Florae Novae Hollandiae

## Таксономия
Вид Гревиллея Бенкса входит в род Гревиллея (Grevillea) семейства Протейные (Proteaceae) порядка Протеецветные (Proteales).
|  |                                      |  |                                                             |                                                             |                     |  | ещё 2 семейства (согласно Системе APG II) | ещё 2 семейства (согласно Системе APG II) |                      |  |  |  | ещё около 360 видов |
|  |                                      |  |                                                             |                                                             |                     |  | ещё 2 семейства (согласно Системе APG II) | ещё 2 семейства (согласно Системе APG II) |                      |  |  |  | ещё около 360 видов |
|  |                                      |  |                                                             | порядок Протеецветные                                       |                     |  |                                           |                                           | род Гревиллея        |  |  |  |                     |
|  |                                      |  |                                                             | порядок Протеецветные                                       |                     |  |                                           |                                           | род Гревиллея        |  |  |  |                     |
|  | отдел Цветковые, или Покрытосеменные |  |                                                             |                                                             | семейство Протейные |  |                                           |                                           | вид Гревиллея Бенкса |  |  |  |                     |
|  | отдел Цветковые, или Покрытосеменные |  |                                                             |                                                             | семейство Протейные |  |                                           |                                           |                      |  |  |  |                     |
|  |                                      |  | ещё 44 порядка цветковых растений (согласно Системе APG II) | ещё 44 порядка цветковых растений (согласно Системе APG II) |                     |  |                                           | ещё около 80 родов                        | ещё около 80 родов   |  |  |  |                     |
|  |                                      |  |                                                             | ещё 44 порядка цветковых растений (согласно Системе APG II) |                     |  |                                           |                                           | ещё около 80 родов   |  |  |  |                     |